# Túpac Katari (satélite)
O Túpac Katari 1 (Também conhecido por TKSat 1) é um satélite de comunicação geoestacionário boliviano construído pela Academia Chinesa de Tecnologia Espacial (CAST) que está localizado na posição orbital de 87 graus de longitude oeste e é operado pela Agência Espacial Boliviana. O satélite é baseado na plataforma DFH-4 Bus e sua expectativa de vida útil é de 15 anos.

## História
O satélite foi adquirido da República Popular da China (PRC) pelo governo da Bolívia para prestar serviços de telecomunicações na Bolívia, como celular, televisão e Internet
Foi construído em nome do governo da Bolívia, a Corporação Industrial Grande Muralha da China (CGWIC), uma subsidiária da Corporação de Ciência e Tecnologia Aeroespacial da China, que era responsável pela construção, lançamento e da colocação em órbita do satélite. O satélite teve um custo de cerca de 300 milhões de dólares, dos quais 251 milhões era um empréstimo do Banco de Desenvolvimento da China (CDB) para o governo da Bolívia, e o resto foi dado pelo governo boliviano.
O satélite é nomeado em homenagem ao ativista boliviano Túpac Katari, que foi um líder de uma rebelião do povo aimará contra as autoridades coloniais espanholas em Alto Peru, na Bolívia, no início da década de 1780.

## Lançamento
O satélite foi lançado com sucesso ao espaço no ano dia 20 de dezembro de 2013, por meio de um veículo Longa Marcha 3B/G2 a partir do Centro Espacial de Xichang, na China e teve um período experimental de um pouco mais de três meses, de modo que a sua utilização ficou previsto para começar em março ou abril de 2014. Ele tinha uma massa de lançamento de 5.100 kg.

## Capacidade e cobertura
O Túpac Katari 1 está equipado com 26 transponders em banda Ku, 2 em banda C e 2 em banda Ka para fornecer telefonia, televisão, internet e telemedicina, cobrindo a Bolívia, Peru, Equador, Colômbia, Paraguai, Uruguai e Venezuela.